# Szerelem Fáni és Malac között
A Szerelem Fáni és Malac között (An Elephant Makes Love to a Pig) a South Park című rajzfilmsorozat ötödik része (az 1. évad 5. epizódja). Elsőként 1997. szeptember 10-én sugározták az Egyesült Államokban.

## Cselekmény
A gyerekek a buszra várnak, amikor Cartman észreveszi, hogy Stannek monoklija van. Mint kiderül, Shelley Marsh, Stan nővére rendszeresen megveri őt. Kyle-nak is problémái vannak; az anyja nem engedi, hogy az új házi kedvencét, egy elefántot, bevigye a lakásba. Tanáruk, Mr. Garrison óráján a génsebészetről tanulnak, amely arra buzdítja Kyle-t, hogy az elefántját keresztezze Cartman csüngőhasú malacával, Torkossal, így ideális háziállatot teremtve. Terrance, a South Park-i tudós, Dr. Mephisto unokaöccse elhatározza, hogy előbb klónoz embert, mint Kyle „csüngőhasú elefántot”. Mr. Garrison azt javasolja, hogy a fiúk génmódosítással elért eredményeiket a közelgő tudományos kiállításon is kamatoztassák és keressék fel a génsebész farmot a város szélén. Mr. Garrison megkérdezi Stant, mi történt vele. Amikor az elmeséli neki, hogy a nővére verte meg, Garrison ideges lesz és elzavarja.
A farmon Dr. Mephisto megmutatja a gyerekeknek a génsebész gyűjteményét (köztük bizarr, a szokásosnál több farpofával rendelkező állatokat), közli velük, hogy a két állatfaj nem keresztezhető, majd egy óvatlan pillanatban vérmintát szerez Stantől. Ezután a főszereplők – az iskolai szakács, Séf bácsi tanácsára – megpróbálják leitatni az állatokat, hogy párosodjanak, de nem járnak eredménnyel. Séf bácsi Elton John segítségével énekelni kezd egy pikáns dalt és így sikerrel járnak.
Dr. Mephisto laboratóriumában megszületik Stan klónja, amely megszökik és romba dönti a várost. A gyerekek megtalálják és elviszik Stanék házába, hogy megtámadhassa Shelleyt, de a klón ehelyett lerombolja a lakást és véletlenül megöli Kennyt. Mephisto a helyszínre érkezik és agyonlövi a klónt, de Stan attól fél, hogy a klón pusztítása miatt bajba fog kerülni a szülei előtt. Shelley kimenti öccsét a szorult helyzetéből, de csak azért, hogy utána megint megverhesse.
A tudományos versenyen Terrance egy öt farpofájú majommal jelenik meg, Kyle-nak viszont nincs mit bemutatnia. Cartman malaca azonban világra hoz egy kismalacot, aki feltűnően hasonlít Mr. Garrisonra, ezért Garrison zavarában gyorsan odaítéli neki az első díjat.

## Kenny halála
- Stan klónja véletlenül belöki egy mikrohullámú sütőbe és Kenny megsül.

## Produkció
Az epizód forgatókönyvét a sorozat két megalkotója, Trey Parker, Matt Stone illetve az író Dan Sterling készítette. Eredetileg a címe „An Elephant Fucks a Pig” („Fáni megbassza Malacot”) lett volna, de a Comedy Central nyomására az alkotóknak ezt meg kellett változtatniuk. Emellett a csatorna azt a jelenetet sem engedélyezte, mely során Shelley felgyújtja Stant az epizód vége felé. Parker és Stone a Szerelem Fáni és Malac között megírása közben döntött úgy, hogy az egyik főszereplő, Kyle Broflovskit az „iskola jó tanulójává” léptetik elő.
A cselekmény egy részét, melyben Shelley megveri öccsét, Trey Parker gyerekkori élményei inspirálták; a nála három évvel idősebb nővére, akit szintén Shelleynek hívnak, gyakran megverte vagy órákra bezárta őt a házba, és később a szülei előtt mindezt letagadta. A jelenetet, mely során Stan arra kéri mutáns hasonmását, hogy számoljon le Shelleyvel, Parker azon gyermekkori képzelgése ihlette, melyben egy nála nagyobb alteregója elintézi az őt folyton megverő nővérét. A végkifejlet, amikor Shelley magára vállalja Stan bűneit (csupán azért, hogy utána ismét megverhesse), szintén Parker tapasztalatait jeleníti meg.
Egy, az iskolai menzán játszódó jelenetben Pip megkérdezi, mi lesz ebédre, erre a főszereplők durván elzavarják. Ez a részlet a Cartman anális beültetése című pilot epizód leadatlan változatából származik, amely papírból kivágott figurákkal, számítógépes szerkesztőprogramok alkalmazása nélkül készült. Ebből adódóan jól megfigyelhető, hogy az említett jelenet sokkal rosszabb minőségű, mint az epizód azt megelőző, illetve rákövetkező képsorai.
A Szerelem Fáni és Malac között című részben két új szereplő is bemutatkozott; Pip Pirrip, akit a készítők Charles Dickens Szép remények című regényének főszereplőjéről mintáztak, illetve Dr. Mephisto, aki a Marlon Brando által alakított Dr. Moreau paródiája (az 1996-os Dr. Moreau szigete című filmből). A doktor szótlan társa, Kevin szintén erre a filmre utal.

## Fogadtatás
Travis Fickett, az IGN kritikusa a kedvenc South Park-epizódjai közé sorolja a részt, és példaként hozza fel azt a sorozat korai epizódjait jellemző „mániákus energiára”. Ugyanakkor megjegyzi, hogy a Séf bácsit alakító Isaac Hayes jeleneteit visszanézve nyilvánvalóvá vált számára, hogy az énekes sorozatból való távozása mekkora űrt hagyott maga után. Fickett megállapítja, hogy ez a rész enyhén sokkoló és egyesek számára talán sértő is lehet, de a Szerelem Fáni és Malac között egy vérbeli South Park-epizód.